# 崑崙丸
崑崙丸（こんろんまる　Konron maru）は鉄道省の関釜航路の鉄道連絡船。天山丸型の第2船で、最後に建造された関釜連絡船である。船名は、中国西部の崑崙山脈に因む。
太平洋戦争（大東亜戦争）で最初に犠牲となった鉄道連絡船であり、当時、鉄道連絡船の就航以来最初の大事故であった。

## 開発
関釜連絡船には金剛丸型（金剛丸・興安丸）が1936年 - 1937年に就航していたが、日本軍や満蒙開拓団などを乗せて大混雑に見舞われていた。1940年（昭和15年）には1年間の旅客輸送数が200万人を突破し、乗客を積み残す事態に陥っていた。そこで、新たに金剛丸型とほぼ同一の天山丸型4隻の建造が決定した。

## 設計
設計は鉄道省船舶課に所属し、宗谷丸や金剛丸型の設計で実績があった檜垣定雄が行った。公試では23.454ノットを発揮し、姉妹船の天山丸の記録（23.264ノット）を塗り替え、戦前に建造された最速の日本の商船となった。天山丸は金剛丸型から座席を増設して旅客定員を増やしたが、崑崙丸はさらに二等船客を2名増加した。天山丸と同様に、崑崙丸も一等・二等食堂の定員を3倍の72名に拡大し、三等食堂を新設した。また、夜行便として設計された金剛丸型に対して、昼夜兼用だった崑崙丸には展望室を兼ねた休憩室が設けられた。
戦時中に起工された崑崙丸では、戦時色が濃くなってきたこともあり、天山丸にあった操舵室や船橋の丸みが直線的になり、通風筒も煙管形より直線的なメガホン形になった。また、天山丸には全客室の冷暖房完備や三等エントランスホールの総漆仕上げ柱、特別室の豪華な設計が施されたが、崑崙丸では冷暖房設備が全廃され、化粧板や塗装も一部を省略し鉄板が剥き出しの場所もあった。船体は連絡船標準色には塗られず、灰緑色の戦時警戒色であった。ただし、一等・二等エントランスホールのマントルピースには、中村研一による崑崙山脈の風景画が飾られた。

## 航跡

### 就航
第1船天山丸が三菱長崎造船所で1940年（昭和15年）11月に起工して1942年（昭和17年）9月竣工する中、第2船の崑崙丸は天山丸と同じく三菱長崎造船所で第891番船として1942年6月20日に起工し半年後の12月24日に進水、1943年（昭和18年）3月30日に竣工した。なお、戦局の逼迫により第3・4船の建造は中止されたため、崑崙丸が最後の関釜連絡船となった。

### 沈没
竣工から2週間後の4月12日に運航を開始した「崑崙丸」だったが、半年後の10月5日1時15頃、下関から釜山に向け航行中、沖ノ島の東北約10海里（北緯34度14分 東経130度09分 / 北緯34.233度 東経130.150度）付近でアメリカ海軍の潜水艦「ワフー」の雷撃を受けた。「ワフー」が放った魚雷は左舷後方部手荷物室付近に命中し、「崑崙丸」は左舷に傾斜、約4分後に棒立ちとなった後に船尾から沈没した。
「崑崙丸」は陸軍の部隊を乗せて10月4日22時30分に出航する予定だったが、軍用列車が遅延して到着しないため、23時に出航した。そのため、乗客は479名のみで定員に対して少なかったが、深夜で就寝していた乗客が多く、雷撃で船内が停電したことも重なり、乗員（旅客と乗組員）655名中、死者行方不明者583人にのぼった。夜が明けてから、「天山丸」と、「徳寿丸」、「昌慶丸」、「壱岐丸」による生存者の捜索が行われたが、当時は低気圧の通過で風速10-20mの暴風が吹くなど荒天で、沈没から半日近く経過したこともあって捜索は捗らず、夕方までに4隻が収容できた生存者は乗客479名中28名と乗組員165名中21名、乗船していた警察官や警備隊員11名中3名のみだった。
「崑崙丸」の沈没は、鉄道連絡船で最初の戦争の犠牲であった。利用者の多い関釜航路での大惨事に政府も隠蔽できないと判断し、10月7日18時30分、鉄道省は「崑崙丸」撃沈の事実を発表した。「崑崙丸」が撃沈されたことによって関釜航路の夜間航行は不可能になり、10月8日以降、関釜航路は駆逐艦の護衛を伴う昼間航行に限られ、旅客は軍人と公務員、それらに準じる緊急用務者のみ、貨物も手荷物と軍需品、新聞のみに制限された。
この事件で海軍は激怒し、逃走ルートとして予想された津軽海峡と宗谷海峡の対潜警備が強化された。そして「ワフー」は「崑崙丸」撃沈から一週間を経ない10月11日に、宗谷海峡で発見され撃沈された。

## その他
- 犠牲者には、衆議院代議士の助川啓四郎（助川良平の父）、加藤鯛一（加藤勘十の実兄）、また三重県会副議長の福島吉三郎もいた[6]。戦時中にもかかわらず新聞発表が早かった（10月7日朝刊）のは、このためという説もある[要出典]。
- 1944年（昭和19年）2月27日、天皇、皇后から御救恤金が運輸通信大臣に下賜された[7]。